# Obersinn
Obersinner en købstad (markt) i Landkreis Main-Spessart i regierungsbezirk Unterfranken i den tyske delstat Bayern. Den er en del af Verwaltungsgemeinschaft Burgsinn.

## Geografi
Obersinn ligger i Region Würzburg, og bliver delt af floden Sinn så området på den ene side ligger i Spessart og det på den anden side af floden ligger i Rhön.
Ud over Obersinn ligger i kommunen landsbyerne Burgjoß og Forst Aura.